# Palicourea eburnea
Palicourea eburnea är en måreväxtart som beskrevs av Charlotte M. Taylor. Palicourea eburnea ingår i släktet Palicourea och familjen måreväxter. Inga underarter finns listade i Catalogue of Life.